# Celia Suñol
Celia Suñol y Pla (Barcelona, 5 de mayo de 1899 - 8 de junio de 1986) fue una escritora española en lengua catalana.

## Biografía
Hija de Antonia Pla i Manent y del político Antonio Suñol i Pla, después de unos años de infancia y adolescencia de formación y estabilidad, la muerte de sus padres marcaron un punto de inflexión en su vida. En 1921 enfermó de tuberculosis y fue a Suiza para curarse. Allí conoció a Kaj Hansen, con quien se casó en Dinamarca en 1922. Un año después vuelven juntos a Cataluña, donde tienen a su hijo Antoni. En 1929, Hansen murió. Posteriormente Celia Suñol se casó con Joaquim Figuerola, con quien tuvo, en 1931, a su hija Rosa. En 1932 se incorporó como secretaria al Departamento de Cultura de la Generalidad de Cataluña. En 1945 murió Joaquim Figuerola. Dos años después, ganó el Premio Joanot Martorell, actual Premio Sant Jordi, con su novela Primera part. En 1950 publicó L'home de les fires i altres contes. A los sesenta y cinco años perdió la vista. 
Celia Suñol murió en 1986, a la edad de 87 años.

## Obra publicada
- 1947 — Primera part, Barcelona, Aymà. Reeditada por Adesiara en 2014 con los fragmentos censurados por el franquismo.[4]
- 1950 — L'home de les fires i altres contes, Barcelona, Selecta.

## Premios y reconocimientos
- Premio Joanet Martorell de novela en 1947 por Primera part.